# Ottaviano Gabrielli di Montevecchio
Ottaviano Gabrielli di Montevecchio (... – Pergola, 3 marzo 1510) è stato un nobile italiano, conte di Montevecchio (frazione di Pergola) e di San Lorenzo.

## Biografia
Era figlio di Ramberto Gabrielli di Guido (?-1431), conte di Montevecchio.
Nel 1495 fece testamento a favore del cugino Piergherardo, figlio di Luigi seniore, lasciando i castello di San Lorenzo e Castelvecchio. A Luigi juniore (?-1503), figlio di Pergherardo, lasciò il castello di Miralbello.
Alla sua morte nel 1510, Ottaviano lasciò il feudo di San Lorenzo a Francesco Maria I della Rovere, duca di Urbino.

## Discendenza

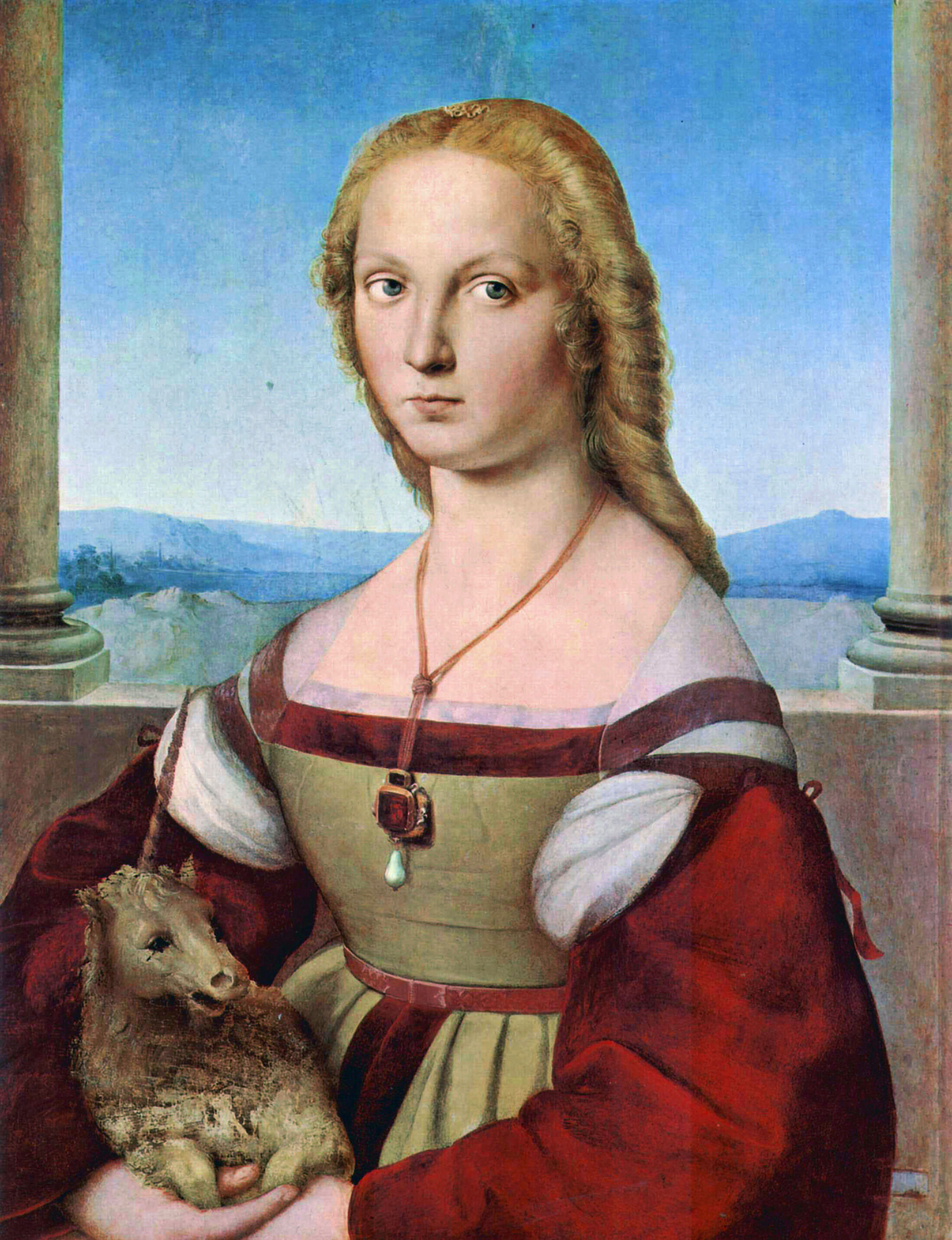
Raffaello, Dama col liocorno, 1505. Probabile ritratto di Caterina Gonzaga.

Ottaviano sposò nel 1490 Caterina Gonzaga, figlia naturale di Rodolfo Gonzaga, capostipite del ramo cadetto dei Gonzaga di Castel Goffredo, Castiglione e Solferino, forse ritratta nel celebre dipinto di Raffaello, Dama col liocorno. La coppia non ebbe figli.